# Sint-Annacollege
Het Sint-Annacollege (1597-1806) is een voormalig college van de Universiteit van Leuven, gelegen vandaag in de Naamsestraat huisnummers 37-39 te Leuven. Een andere naam was het College van Namen, omdat er talrijke studenten uit Namen woonden.

## Historiek (tot 1806)

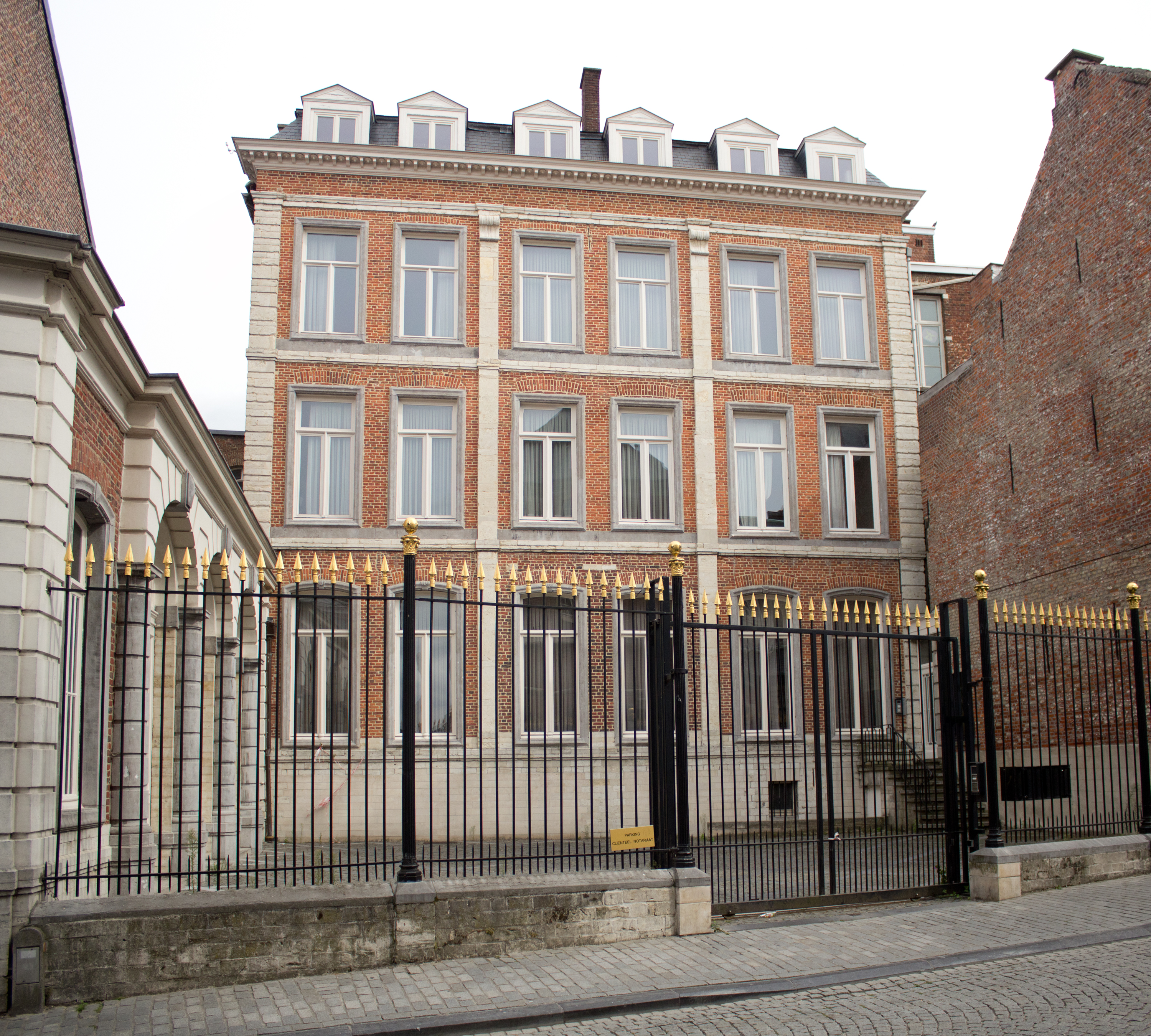

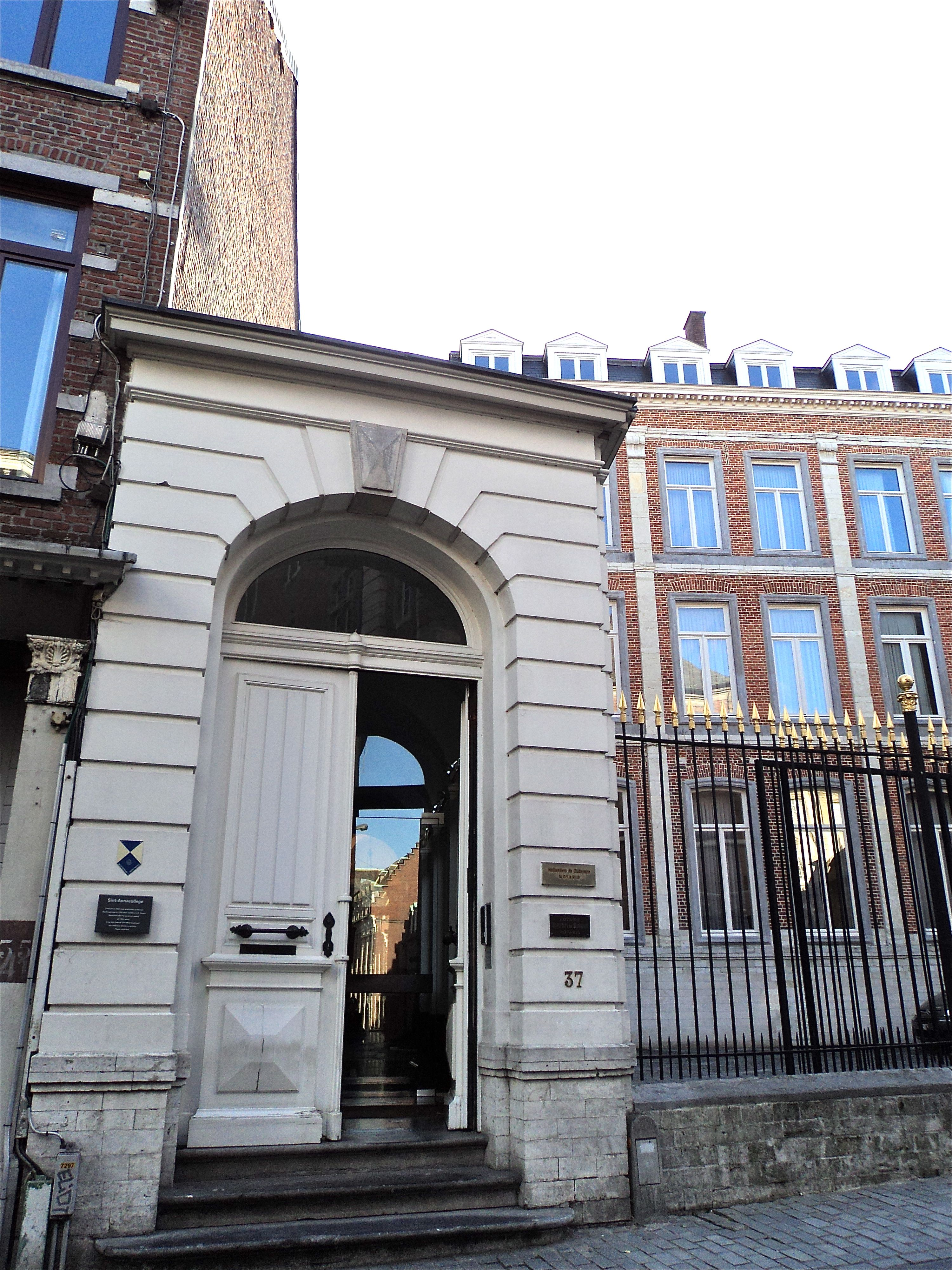
19e-eeuws toegangsgalerij

### Middeleeuwen
Tijdens de middeleeuwen stond op deze plek in de Naamsestraat een refugiehuis van de benedictijnen van Affligem.

### Het Oud Sint-Annacollege
Het eerste Sint-Annacollege werd in de volksmond d'Aude Sint-Anna genoemd. In 1551 stichtte Nicolas Goblet immers het eerste Sint-Annacollege hogerop in de Naamsestraat (huisnummer 45). Nicolas Goblet was een rooms-katholiek priester afkomstig van Bouvignes bij Dinant; hij was tevens licentiaat in het kerkelijk recht. Nicolas Goblet was proost van het kapittel van Onze-Lieve-Vrouw in Dinant. Dit kleine college diende om een 5-tal studenten theologie te huisvesten, die studeerden aan de Universiteit van Leuven. Op het einde van de 16e eeuw was het Oud Sint-Annacollege te vervallen voor verder gebruik.

### Sint-Annacollege
De bestuurders van het Oud Sint-Annacollege kochten het refugiehuis in het jaar 1597. Het gebouw heeft een L-vorm en was duidelijk meer gepast als studentenwoning. Het pand heeft talrijke kelders die als grote voorraadkelders dienden. Er woonden een 10-tal studenten, afkomstig van Dinant en Namen. Over de jaren heen kwamen er meer studenten uit Namen, wat de naam College van Namen gaf. Een grondige renovatie vond plaats in 1755, met de bouw van salons in Lodewijk XVI-stijl. Met het sluiten van de universiteit in Leuven tijdens het Frans bestuur in de Zuidelijke Nederlanden, werd dit college openbaar verkocht (1806).

## Privé (vanaf 1806)
Henri Peeters kocht het college op in 1806 en maakte er een café van. De theatervereniging L'Union deed er voorstellingen. Van 1853 tot 1862 verbleven er kloosterzusters. Sinds het eind van de 19e eeuw woonde hier de familie Hollanders de Ouderaen. Zij bouwden een classicistische galerij aan de ingang, een smeedijzeren hekken ernaast aan de straatkant en zij legden de tuin grondig aan. 